# Juan Ignacio Nardoni
Juan Ignacio Nardoni (Nelson, 14 luglio 2002) è un calciatore argentino, centrocampista del Racing Club.

## Carriera
Cresciuto nel settore giovanile dell'Unión (SF), esordisce in prima squadra il 31 agosto 2019 giocando l'incontro di Primera División perso 2-1 contro il San Lorenzo. Il 5 novembre 2020 debutta anche nelle competizioni internazionali giocando il match di Coppa Sudamericana vinto 2-1 contro l'Emelec.

## Statistiche

### Presenze e reti nei club
Statistiche aggiornate al 2 aprile 2025.
| Stagione           | Squadra            | Campionato         | Campionato | Campionato | Coppe nazionali | Coppe nazionali | Coppe nazionali | Coppe continentali | Coppe continentali | Coppe continentali | Altre coppe | Altre coppe | Altre coppe | Totale | Totale |
| Stagione           | Squadra            | Comp               | Pres       | Reti       | Comp            | Pres            | Reti            | Comp               | Pres               | Reti               | Comp        | Pres        | Reti        | Pres   | Reti   |
| ------------------ | ------------------ | ------------------ | ---------- | ---------- | --------------- | --------------- | --------------- | ------------------ | ------------------ | ------------------ | ----------- | ----------- | ----------- | ------ | ------ |
| 2019-2020          | Unión (SF)         | PD                 | 1          | 0          | CA+CdS+CdL      | 0+1+10          | 0               | CS                 | 3                  | 0                  | -           | -           | -           | 15     | 0      |
| 2021               | Unión (SF)         | PD                 | 19         | 0          | CA+CdL          | 0+1             | 0               | -                  | -                  | -                  | -           | -           | -           | 20     | 0      |
| 2022               | Unión (SF)         | PD                 | 21         | 1          | CA+CdL          | 2+13            | 0               | CS                 | 8                  | 0                  | -           | -           | -           | 44     | 1      |
| Totale Unión (SF)  | Totale Unión (SF)  | Totale Unión (SF)  | 41         | 1          |                 | 27              | 0               |                    | 11                 | 0                  |             | -           | -           | 79     | 1      |
| 2023               | Racing Club        | PD                 | 26         | 1          | CA+CdL          | 2+12            | 0               | CL                 | 7                  | 1                  | SI          | 1           | 0           | 48     | 2      |
| 2024               | Racing Club        | PD                 | 22         | 1          | CA+CdL          | 0+5             | 0               | CS                 | 9                  | 1                  | -           | -           | -           | 36     | 2      |
| 2025               | Racing Club        | PD                 | 10         | 1          | CA              | 1               | 0               | CL                 | 1                  | 0                  | RS          | 2           | 0           | 14     | 1      |
| Totale Racing Club | Totale Racing Club | Totale Racing Club | 58         | 3          |                 | 20              | 0               |                    | 17                 | 2                  |             | 3           | 0           | 98     | 5      |
| Totale carriera    | Totale carriera    | Totale carriera    | 99         | 4          |                 | 47              | 0               |                    | 28                 | 2                  |             | 3           | 0           | 177    | 6      |

### Cronologia presenze e reti in nazionale
| Cronologia completa delle presenze e delle reti in nazionale ― Argentina under 23 | Cronologia completa delle presenze e delle reti in nazionale ― Argentina under 23 | Cronologia completa delle presenze e delle reti in nazionale ― Argentina under 23 | Cronologia completa delle presenze e delle reti in nazionale ― Argentina under 23 | Cronologia completa delle presenze e delle reti in nazionale ― Argentina under 23 | Cronologia completa delle presenze e delle reti in nazionale ― Argentina under 23 | Cronologia completa delle presenze e delle reti in nazionale ― Argentina under 23 | Cronologia completa delle presenze e delle reti in nazionale ― Argentina under 23 |
| Data                                                                              | Città                                                                             | In casa                                                                           | Risultato                                                                         | Ospiti                                                                            | Competizione                                                                      | Reti                                                                              | Note                                                                              |
| --------------------------------------------------------------------------------- | --------------------------------------------------------------------------------- | --------------------------------------------------------------------------------- | --------------------------------------------------------------------------------- | --------------------------------------------------------------------------------- | --------------------------------------------------------------------------------- | --------------------------------------------------------------------------------- | --------------------------------------------------------------------------------- |
| 13-10-2023                                                                        | Ezeiza                                                                            | Argentina under 23                                                                | 0 – 0                                                                             | Venezuela under 23                                                                | Amichevole                                                                        | -                                                                                 |                                                                                   |
| 15-12-2023                                                                        | Ezeiza                                                                            | Argentina under 23                                                                | 3 – 0                                                                             | Ecuador under 23                                                                  | Amichevole                                                                        | -                                                                                 | 59’                                                                               |
| 17-12-2023                                                                        | Ezeiza                                                                            | Argentina under 23                                                                | 2 – 0                                                                             | Ecuador under 23                                                                  | Amichevole                                                                        | -                                                                                 |                                                                                   |
| 22-1-2024                                                                         | Valencia                                                                          | Argentina under 23                                                                | 1 – 1                                                                             | Paraguay under 23                                                                 | Torneo Pre-Olimpico CONMEBOL 2024                                                 | -                                                                                 | 84’                                                                               |
| 25-1-2024                                                                         | Valencia                                                                          | Perù under 23                                                                     | 0 – 2                                                                             | Argentina under 23                                                                | Torneo Pre-Olimpico CONMEBOL 2024                                                 | -                                                                                 | 46’                                                                               |
| 31-1-2024                                                                         | Valencia                                                                          | Cile under 23                                                                     | 0 – 5                                                                             | Argentina under 23                                                                | Torneo Pre-Olimpico CONMEBOL 2024                                                 | -                                                                                 |                                                                                   |
| 3-2-2024                                                                          | Valencia                                                                          | Argentina under 23                                                                | 3 – 3                                                                             | Uruguay under 23                                                                  | Torneo Pre-Olimpico CONMEBOL 2024                                                 | -                                                                                 | 57’                                                                               |
| 6-2-2024                                                                          | Caracas                                                                           | Argentina under 23                                                                | 2 – 2                                                                             | Venezuela under 23                                                                | Torneo Pre-Olimpico CONMEBOL 2024                                                 | -                                                                                 |                                                                                   |
| 8-2-2024                                                                          | Caracas                                                                           | Argentina under 23                                                                | 3 – 3                                                                             | Paraguay under 23                                                                 | Torneo Pre-Olimpico CONMEBOL 2024                                                 | -                                                                                 | 31’                                                                               |
| 26-3-2024                                                                         | Puebla de Zaragoza                                                                | Messico under 23                                                                  | 3 – 0                                                                             | Argentina under 23                                                                | Amichevole                                                                        | -                                                                                 | 94’                                                                               |
| Totale                                                                            |                                                                                   | Presenze                                                                          | 10                                                                                |                                                                                   | Reti                                                                              | 0                                                                                 |                                                                                   |

## Palmarès

### Club

#### Competizioni nazionali
- Supercopa Internacional: 1

Racing Club: 2022

#### Competizioni internazionali
- Coppa Sudamericana: 1

Racing Club: 2024
- Recopa Sudamericana: 1

Racing Club: 2025